# Кишинев
Кишинев (или Кишинеу; на румънски: Chișinău, [kiʃiˈnəw], Кишинъу; на руски: Кишинёв, Кишиньов, разпространено и в български източници) е столицата на Република Молдова. Населението на Кишинев през 2015 г. е около 678 200 души.

## География
Градът е разположен на река Бик, приток на Днестър. Кишинев е разделен на пет административни района: Чентру (Център), Ботаника, Буюкани, Чокана и Ришкани (Ришкановка).
Площта на Кишинев е около 565 км².

## История
Кишинев е основан в началото на 15 век като манастирски град. Смята се, че точната година на основаването му е 1436 г. През 1812 г. Кишинев, както и останалата част на Молдовското княжество, намираща се на изток от р. Прут, влиза в състав на Русия, която го превръща в център на Бесарабия.
След 1812 г. градът бързо се разраства. В него се заселват жители от различни краища на Руската империя и извън нея. Основават се много манифактурни преприятия. Особено голям е процентът на еврейското население в града. През 1917 г., например, от 101 избрани общински съветници 44 са евреи, което не е далеч от съотношението между еврейските и останалите жители на града.
Кишинев се намира в румънско владение от 1918 до 1940 година, когато става част от СССР. От август 1991 година градът е столица на независима Република Молдова.

## Население
| Етнически състав | Етнически състав | Етнически състав | Етнически състав | Етнически състав | Етнически състав | Етнически състав | Етнически състав | Етнически състав | Етнически състав | Етнически състав | Етнически състав | Етнически състав | Етнически състав | Етнически състав | Етнически състав | Етнически състав | Етнически състав |
| Година           | Молдовани        | (%)              | Руснаци          | (%)              | Украинци         | (%)              | Румънци          | (%)              | Българи          | (%)              | Гагаузи          | (%)              | Други            | (%)              | Неопр.           | (%)              | Общо             |
| ---------------- | ---------------- | ---------------- | ---------------- | ---------------- | ---------------- | ---------------- | ---------------- | ---------------- | ---------------- | ---------------- | ---------------- | ---------------- | ---------------- | ---------------- | ---------------- | ---------------- | ---------------- |
| 2004             | 481 626          | 67,6             | 99 149           | 13,9             | 58 945           | 8,3              | 31 984           | 4,5              | 8868             | 1.2              | 6446             | 0,9              | 11 605           | 1,6              | 13 595           | 1,9              | 647 513          |

## Икономика
Кишинев е главен център в областта на услугите и в индустрията. Голяма част от индустрията се заема от потребителните стоки, производството на строителни материали, машини, пластмаса, каучук и текстил. В областта на услугите голям дял се пада на банките и кредитите, пазаруването и търговията, транспорта. Кишинев разполага с две автогари, като се изгражда трета. Освен тях, в града има международно летище, една международна жп гара и няколко хотела.
След разпадането на Съветския съюз жизненият стандарт в Кишинев остава много по-висок от този в провинцията.

## Образование
В Кишинев са разположени Молдовската академия на науките и 23 университета – 12 държавни и 11 частни.

## Други
На Кишинев е наречена улица в квартал „Хладилника“ в София (Карта).

## Известни личности
Родени в Кишинев
- Дойна Алдя-Теодоровичи (1958 – 1992), певица
- Гари Кошницки (1907 – 1999), австралийски шахматист
- Александър Ленски (1847 – 1908), руски драматичен артист, режисьор и театрален педагог
- Авигдор Либерман (р. 1958), израелски политик
- Стефан Любомски (1848 – 1902), български военен деец, генерал-майор
- Александър Осовски (1871 – 1957), руски музиковед

Други
- Владимир Воронин (р. 1941), политик, завършва техникум през 1961
- Александър Пушкин (1799 – 1837), руски поет, живее в града през 1820 – 1823
- Порфирий Стаматов (1840 – 1925), юрист, завършва гимназия през 1864

## Побратимени градове
- Анкара, Турция
- Акхисар, Турция
- Букурещ, Румъния
- Вилнюс, Литва
- Гданск, Полша
- Грийнсбъро, САЩ
- Гренобъл, Франция
- Ереван, Армения
- Киев, Украйна
- Краков, Полша
- Манхайм, Германия
- Одеса, Украйна
- Патра, Гърция
- Пловдив, България
- Реджо нел'Емилия, Италия
- Сакраменто, САЩ
- Тел Авив, Израел
- Яш, Румъния

## Галерия
- Изглед от жилищен комплекс в Кишинев
- Парк в Кишинев
- Православен храм в централната част на града
- Жп гарата в Кишинев
- Международното летище в Кишинев